# Håkan Björne
Håkan Björne, född 13 mars 1964 i Stockholm i Sverige, är en svensk tidigare volleybollspelare (högerspiker), sedermera narkosläkare vid Karolinska sjukhuset. Han var en del av den framgångsrika volleybollgeneration som i slutet av 1980-talet och början av 1990-talet nådde flera framträdande placeringar vid större mästerskap, framförallt EM 1989.

### Fotnoter
1. ↑  ”Håkan Björne”. http://sok.se/idrottare/idrottare/h/hakan-bjorne.html.
2. 1 2  ”Olympedia”. https://www.olympedia.org/athletes/52990.
3. ↑  ”Lega Pallavolo Serie A spelar-ID”. https://www.legavolley.it/player/BJO-HAK-64. Läst 7 maj 2022.
4. ↑  ”Lega Pallavolo Serie A”. https://www.legavolley.it/player/BJO-HAK-64.
5. 1 2  ”Volleybox”. https://volleybox.net/wd-p70662.
6. 1 2  ”Svenskt volleybollarkiv” (på engelska). Svenska Volleybollförbundet. https://volleybollarkiv.exaf.se/volleyboll/svenska-mastare. Läst 5 november 2023.
7. ↑   numera CEV Champions League
8. ↑  ”Olympedia”. https://www.olympedia.org/results/37404.
9. ↑  ”1988/1989 Senior European Championships” (på engelska). Confédération Européenne de Volleyball. https://www-old.cev.eu/Competition-Area/competition.aspx?ID=276&PID=585. Läst 7 april 2023.
10. ↑  Todor Krastev. ”Men Volleyball XII World Championship 1990 Rio de Janeiro (BRA) - 18-28.10 - Winner Italy” (på engelska). http://www.todor66.com/volleyball/World/Men_1990.html. Läst 2 december 2023.
11. ↑  Mattias Friberg (5 oktober 2009). ”Svensk volleybolls uppgång och fall”. Svenska Dagbladet. Arkiverad från originalet den 14 oktober 2013. https://web.archive.org/web/20131014135204/http://hd.se/sport/2009/10/05/bragden/. Läst 12 oktober 2013.
12. ↑  ”Hårds historier - När Sverige välte Sovjet”. SVT. https://www.svtplay.se/video/K5wYEDZ/hards-historier/nar-sverige-valte-sovjet?id=K5wYEDZ. Läst 3 april 2023.